# Lijst van voetbalinterlands Centraal-Afrikaanse Republiek - Gabon (vrouwen)
Deze lijst van voetbalinterlands is een overzicht van alle officiële voetbalinterlands tussen de nationale vrouwenteams van de Centraal-Afrikaanse Republiek en Gabon. De landen hebben tot nu toe één keer tegen elkaar gespeeld.

## Wedstrijden
| № | Plaats  | Datum            | Competitie               | Wedstrijd                             | Uitslag |
| - | ------- | ---------------- | ------------------------ | ------------------------------------- | ------- |
| 1 | Mongomo | 20 februari 2020 | UNIFFAC Women's Cup 2020 | Gabon − Centraal-Afrikaanse Republiek | 1 − 1   |

## Samenvatting
| Competitie          | Totaal gespeeld | Winst Centraal-Afrikaanse Republiek | Gelijk | Winst Gabon | Doelsaldo Centraal-Afrikaanse Republiek – Gabon |
| ------------------- | --------------- | ----------------------------------- | ------ | ----------- | ----------------------------------------------- |
| UNIFFAC Women's Cup | 1               | 0                                   | 1      | 0           | 1 − 1                                           |
| Totaal              | 1               | 0                                   | 1      | 0           | 1 − 1                                           |